# Ланкастер (Велика Британія)
Ла́нкастер (англ. Lancaster) — місто на півночі Англії, Велика Британія, адміністративний центр графства Ланкашир. Місто розташоване в гирлі річки Лун (Льюн).
Населення становить 45 952 (2001; 31 тис. в 1891, 52 тис. в 1951).
У місті працюють фабрики бавовняна та шовкова, заводи залізних виробів, меблевий та локомотивний. Морська торгівля.
Фортеця часів Едуарда III, театр, університет (15 тис. студентів), поблизу (5 км) пляж Маркам.
1962 року містом-побратимом став французький Перпіньян.